# Wahlund-Effekt
In der Populationsgenetik spricht man vom Wahlund-Effekt, wenn die Heterozygosität einer Population durch Strukturierung in Unterpopulationen reduziert wird. Insbesondere wenn zwei oder mehr Unterpopulationen unterschiedliche Allelfrequenzen haben, ist die gesamte Heterozygosität reduziert, selbst wenn sich die Unterpopulationen in einem Hardy-Weinberg-Gleichgewicht befinden. Die Ursachen dafür, dass eine Population in mehrere Unterpopulationen aufgespalten ist, können beispielsweise geografische Barrieren sein, die den Austausch von genetischem Material unterbinden. Wenn dann genetische Drift einsetzt, entsteht der Wahlund-Effekt.
Der Wahlund-Effekt wurde erstmals 1928 durch den schwedischen Genetiker Sten Wahlund erkannt.
Der Wahlund-Effekt kann auf verschiedenste Subpopulationen unterschiedlicher Größe angewendet werden. Die Heterozygosität der ganzen Population ist gegeben durch die durchschnittliche Heterozygositäten der Subpopulationen, gewichtet nach Größe der Subpopulationen.

## Herleitung
Wenn eine Population {\displaystyle P}, mit den Allelfrequenzen A und a (gegeben durch {\displaystyle p} und {\displaystyle q} beziehungsweise {\displaystyle p+q=1}) in zwei gleich große Unterpopulationen {\displaystyle P_{1}} und {\displaystyle P_{2}} aufgespalten wird, und alle A Allele in der Subpopulation {\displaystyle P_{1}}, alle a Allele in der Subpopulation {\displaystyle P_{2}} sind, was sich durch genetische Drift schnell ergeben kann, gibt es keine Heterozygoten mehr, selbst wenn sich die Unterpopulationen nach wie vor im Hardy-Weinberg-Gleichgewicht befinden.

### Beispiel mit zwei Allelen und zwei Subpopulationen
Um obenstehendes Beispiel zu verallgemeinern, lassen wir {\displaystyle p_{1}} und {\displaystyle p_{2}} die Allelfrequenzen von A in {\displaystyle P_{1}} und {\displaystyle P_{2}} repräsentieren (und {\displaystyle q_{1}} sowie {\displaystyle q_{2}} repräsentieren entsprechend a).
Die Allelfrequenzen in jeder Population sind nun unterschiedlich, mathematisch ausgedrückt: {\displaystyle p_{1}\neq p_{2}}.
Wenn man sich nun vorstellt, dass jede Population in einem internen Hardy-Weinberg Gleichgewicht ist, heißt das, die Genotypen AA, Aa and aa sind p2, 2pq, und q2 für jede Population.
Dann ist die Heterozygosität ({\displaystyle H}) in der ganzen Population gegeben durch den Mittelwert der beiden:
| {\displaystyle H} | {\displaystyle ={2p_{1}q_{1}+2p_{2}q_{2} \over 2}} |
|                   | {\displaystyle ={p_{1}q_{1}+p_{2}q_{2}}}           |
|                   | {\displaystyle ={p_{1}(1-p_{1})+p_{2}(1-p_{2})}}   |

und das ist immer kleiner als {\displaystyle 2p(1-p)} ( = {\displaystyle 2pq}) außer wenn gilt: {\displaystyle p_{1}=p_{2}}